# Henryk Drzazga
Henryk Drzazga (ur. 18 stycznia 1913 w Radomiu, zm. 18 stycznia 1982 w Radomsku) – nauczyciel matematyki, fizyki i techniki, działacz społeczny, inicjator powstania szkoły w Lgocie Małej oraz jej obecny patron, podczas II wojny światowej organizator tajnego nauczania.

## Życiorys
Urodził się jako pierwsze z pięciorga dzieci Romana Stanisława Drzazgi i Władysławy Drzazgi (z domu Frankowskiej). W 1921 r. na świat przyszła siostra Zofia, w 1924 r. brat Tadeusz, w 1927 r. brat Marian, a w 1929 r. brat Jerzy.
Wczesne lata dzieciństwa spędził z rodzicami w Moskwie w dzielnicy Arbat. Podróż ta była związana z pracą ojca, który wyjechał ze sprzętem fabryki Kohna z Radomia do Moskwy. Po I wojnie światowej wrócił z rodzicami do Polski. Po powrocie ojciec Henryka pracował jako ślusarz w Anonimowej Spółce Towarzystwa Przemysłu Metalurgicznego w Radomsku (po wojnie nazwanej „Komuna Paryska”). Matka zajmowała się wychowywaniem dzieci.
Młody Henryk siedmioletnią szkołę powszechną i gimnazjum ukończył w Radomsku. Następnie uczęszczał do Państwowego Seminarium Nauczycielskiego Męskiego im. Tadeusza Kościuszki w Częstochowie, które ukończył w 1934 roku. Po otrzymaniu dyplomu przez rok pracował za darmo w siedmioletniej Szkole Powszechnej w Radomsku w roku szkolnym 1934/1935. W roku szkolnym 1936/1937 pracował w szkole w Strzyżewicach w gminie Kluki koło Bełchatowa. A w 1938 r. w szkole w Bąkowej Górze gmina Ręczno i Rzejowice gmina Kodrąb. 7 czerwca 1939 r. ożenił się z Zofią Składzińską, również nauczycielką.
Zaraz po wybuchu wojny dostał powołanie do wojska, w wyniku czego brał udział w kampanii wrześniowej. Od 1 stycznia 1941 roku do 31 grudnia 1944 r. prowadził tajne nauczanie w Lgocie Małej w wymiarze 18 godzin tygodniowo. Po wojnie przeprowadził się do Lgoty Małej wraz z żoną. Został kierownikiem tamtejszej szkoły, nauczał matematyki, fizyki i techniki. W 1946 r. objął opiekę społeczną nad sierotami zamieszkałymi na terenie gminy Konary rejon Lgota Mała. W 1948 r. Henryk Drzazga podjął starania, by zelektryfikować Lgotę Małą, Teklinów i przystanek PKP w Teklinowie. Pierwszą linię elektryczną założono jeszcze w tym samym roku.
Ze względu na trudne warunki lokalowe w starej szkole w Lgocie Małej Henryk Drzazga podjął się wybudować nową szkołę. Wraz z nauczycielami oraz Komitetem Rodzicielskim organizowano imprezy dochodowe dla uzyskania funduszy na budowę szkoły w czynie społecznym. Następnie zaktywizował społeczność wiejską, by wspólnymi siłami wydobywać glinę na cegły oraz wybudować piece do jej wypalania. Każda nadwyżka wypalonej cegły była sprzedawana mieszkańcom na budowę domów i budynków gospodarczych, a pieniądze zostały przeznaczone na opłacenie murarzy. Henryk Drzazga podjął również starania, by starą szkołę przeznaczyć na mieszkania dla nauczycieli oraz przedszkole. Budowa nowego budynku rozpoczęła się w 1958 r., a uroczyste otwarcie nastąpiło 1 maja 1964 r. W uznaniu zasług dla działalności społecznej oraz pomoc przy budowie Szkół Tysiąclecia Henryk Drzazga w 1960 r. otrzymał dyplom od Prezydium Powiatowej Rady Krajowej. Dodatkowo w 1963 r. Henryk Drzazga podjął naukę w dwuletnim Studium Nauczycielskim na wydziale zaocznym dla pracujących w Łowiczu na kierunku Zajęcia Praktyczno – Techniczne i Wychowanie Plastyczne.
W wyniku osiągnięcia wieku emerytalnego Wydział Oświaty Prezydium Powiatowej Rady Narodowej w Radomsku rozwiązał z nim stosunek pracy z dniem 31 sierpnia 1973 r.
Zmarł 18 stycznia 1982 r. Miejsce pochówku – Cmentarz Stary w Radomsku.

## Odznaczenia
- 1955: Medal 10-lecia Polski Ludowej
- 1964: Honorowa Odznaka Województwa Łódzkiego
- 1965: Złoty Krzyż Zasługi
- 1965: Brązowa Odznaka Odbudowy Warszawy
- 1976: Złota Odznaka Związku Nauczycielstwa Polskiego
- 1981: Medal Komisji Edukacji Narodowej
- Odznaka Tysiąclecia